# قسم أبو الفارس الريفي (رامز)
قسم أبو الفارس الريفي (بالفارسية: دهستان ابوالفارس) هي قسم تقع في إيران في القسم المركزي. يقدر عدد سكانها بـ 6,336 نسمة .